# Don Bluth
Donald Virgil "Don" Bluth, född 13 september 1937 i El Paso, Texas, är en amerikansk animatör, regissör och filmproducent. Han arbetade inledningsvis som animatör för Disney innan han skapade en egen animationsstudio. Efter att ha lämnat Disney kunde han med friare händer skapa animationer som inte var så gulliga utan även hade en mörkare ton. Bland annat förekommer det blod i hans filmer när någon karaktär skadar sig rejält. Han brukar ofta ta upp seriösa och dramatiska ämnen såsom döden och ensamhet i sina filmer.

## Filmografi

### Enbart som animatör
- 1959 – Törnrosa
- 1973 – Robin Hood
- 1977 – Filmen om Nalle Puh
- 1977 – Bernard och Bianca
- 1977 – Peter och draken Elliott
- 1980 – Xanadu
- 1981 – Micke och Molle: Vänner när det gäller

### Som regissör och producent
- 1978 – Min lilla åsna
- 1979 – Banjo – en kattunge på rymmen
- 1982 – Brisby och Nimhs hemlighet (även som manusförfattare)
- 1986 – Resan till Amerika
- 1988 – Landet för längesedan
- 1989 – Änglahund (även som manusförfattare)
- 1991 – Rock-A-Doodle (endast som regissör)
- 1994 – Trollet i parken
- 1994 – Tummelisa (även som manusförfattare)
- 1995 – Pingvinen och lyckostenen
- 1997 – Anastasia
- 1999 – Bartok – en riktig hjälte
- 2000 – Titan A.E.
- TBA – Dragon's Lair: The Movie